# Gragnano Trebbiense
Gragnano Trebbiense is een gemeente in de Italiaanse provincie Piacenza (regio Emilia-Romagna) en telt 3850 inwoners (31-12-2004). De oppervlakte bedraagt 34,6 km², de bevolkingsdichtheid is 102 inwoners per km².
De volgende frazioni maken deel uit van de gemeente: Gragnanino, Casaliggio, Campremoldo Sotto, Campremoldo Sopra.

## Demografie
Gragnano Trebbiense telt ongeveer 1614 huishoudens. Het aantal inwoners steeg in de periode 1991-2001 met 11,9% volgens cijfers uit de tienjaarlijkse volkstellingen van ISTAT.
| Jaar | Inwoneraantal |
| ---- | ------------- |
| 1991 | 3102          |
| 2001 | 3470          |

## Geografie
De gemeente ligt op ongeveer 82 meter boven zeeniveau.
Gragnano Trebbiense grenst aan de volgende gemeenten: Agazzano, Borgonovo Val Tidone, Gazzola, Gossolengo, Piacenza, Rottofreno.
Agazzano · Alseno · Alta Val Tidone · Besenzone · Bettola · Bobbio · Borgonovo Val Tidone · Cadeo · Calendasco · Caorso · Carpaneto Piacentino · Castel San Giovanni · Castell'Arquato · Castelvetro Piacentino · Cerignale · Coli · Corte Brugnatella · Cortemaggiore · Farini · Ferriere · Fiorenzuola d'Arda · Gazzola · Gossolengo · Gragnano Trebbiense · Gropparello · Lugagnano Val d'Arda · Monticelli d'Ongina · Morfasso · Ottone · Piacenza · Pianello Val Tidone · Piozzano · Podenzano · Ponte dell'Olio · Pontenure · Rivergaro · Rottofreno · San Giorgio Piacentino · San Pietro in Cerro · Sarmato · Travo · Vernasca · Vigolzone · Villanova sull'Arda · Zerba · Ziano Piacentino
- MusicBrainz: 2045806d-cba1-4109-b585-03310b916202
- Virtual International Authority File: 240108178

1. ↑  https://demo.istat.it/?l=it.